# Приключения поросёнка Фунтика
«Приключения поросёнка Фунтика» — советская мультипликационная тетралогия Анатолия Солина, снятая по сценарию Валерия Шульжика и Юрия Фридмана (в титрах обозначен под псевдонимом «Юрий Сидоров»), основой которого стала их двухактная пьеса «Четвёртый поросёнок» (1976). Выпускался творческим объединением «Экран» в 1986—1988 годах.
В 2010 году появилось сообщение о трёхсерийном продолжении, однако на данный момент доступны только фрагменты и рабочие материалы.

## Сюжет

### Неуловимый Фунтик
В неком городке жадная и эгоистичная владелица магазина игрушек «Слеза ребёнка», предприимчивая госпожа Беладонна, эксплуатировала поросёнка Фунтика, который для неё выманивал деньги у прохожих: он публично выступал со сказкой «Три поросёнка» и далее просил «подать на домики для бездомных поросят». Честный и благородный по натуре Фунтик, не выдержав мук совести и не желая более обманывать людей, в конце концов сбежал от Беладонны. Она, не желая терять источник дохода, приступает к масштабным поискам поросёнка и обращается к начальнику полиции Фокстроту. Тот посылает по следу Фунтика двух своих лучших (по его словам) сыщиков — Добера и Пинчера. Повсюду распространяются объявления о розыске беглеца и награде за его поимку.
Фунтик тем временем встречается с двумя циркачами — клоуном-фокусником дядюшкой Мокусом и его обезьянкой-ассистентом Бамбино (которые заметили плачущего Фунтика в лесу). Они предлагают ему поехать вместе с ними в соседний город на гастроли. Поросёнок соглашается, чтобы там принародно обличить Беладонну и реабилитироваться перед обманутыми ранее им людьми. С помощью новоприобретённых друзей Фунтику удаётся одурачить чрезмерно ретивых, но недалёких Добера и Пинчера. В итоге полицейские детективы по ошибке притаскивают к Беладонне вместо поросёнка найденный ими в мусорном баке старый дырявый сапог, чем приводят её в ярость.

### Фунтик и сыщики
Беладонна посылает Добера и Пинчера дальше выслеживать Фунтика. Но, прекрасно понимая, что на них особо рассчитывать не приходится, она решает действовать сама и заманивает циркачей в болото, где их машина застревает. Им помогает оттуда выбраться живущий в хижине на болоте бегемот (которому Фунтик дал прозвище «Шоколад» из-за кожи шоколадного цвета). Шоколад рассказывает, что раньше жил в городе и продавал воздушные шары на улицах. Но завистливая Беладонна разрушила его карьеру: ей не нравилось, что её плохие, дырявые шары по сравнению с более качественными шарами Шоколада не пользуются большим спросом, а потому она натравила полицейских на нежелательного конкурента, потребовав от стражей порядка изгнать его из города с конфискацией всего товара, что и было ими сделано. Циркачи уговаривают Шоколада присоединиться к ним и выступать в качестве силача на цирковой арене.
К ярости Беладонны, очередная попытка Добера и Пинчера (которые замаскировались под охотника и собаку) схватить Фунтика снова проваливается из-за их неуклюжести, и Беладонна решает перехватить беглецов на первой же бензоколонке.

### Фунтик и старушка с усами
Беладонна, убедившись, что от «лучших» сыщиков толку мало и они будут только мешать, решает действовать исключительно своими силами, для чего маскируется под мужчину-заправщика, так как у циркачей как раз закончился бензин в автомобиле. Однако все её попытки схватить Фунтика вновь по разным причинам терпят неудачу, вплоть до того, что доведённая до крайности Беладонна решает подать циркачам кофе с сильнодействующим снотворным. Но в итоге из-за Фунтика, ненамеренно повернувшего поднос с кофейными чашками, она сама же по ошибке выпивает его и засыпает.
Циркачи решают отвезти Беладонну в ближайшую гостиницу, где есть телефон, чтобы вызвать врача. А сыщики Добер и Пинчер, которые по приказу Беладонны всё это время прятались в ящике с запчастями и в итоге там застряли (из-за того, что Шоколад ненароком поставил на крышку ящика тяжёлый горшок с пальмой), поехали в нём благодаря Пинчеру, которому «для работы своей головы не жаль», и, освободившись, врезались в указатель на развилке дорог. После этого они вынуждены доложить Фокстроту, что «бабушку взяли в плен», а они «попали в утиль», чем приводят его в такую ярость, что он, размахивая саблей, случайно перерубает стропы на своём воздушном шаре и, вывалившись из корзины, висит, зацепившись за якорь и тщетно угрожая проезжающим мимо него циркачам арестом, а те, будучи восхищены опасным трюком, дружно аплодируют ему.

### Фунтик в цирке
Циркачи привозят Беладонну в придорожную гостиницу «Три дороги», которой владеет её знакомый — предприниматель Дурилло, такой же жадный, как и она сама. Там она приходит в себя. Очень скоро разобравшись в ситуации, циркачи вовремя сбегают из гостиницы. Тогда Беладонна решает больше не гоняться за ними, а схватить прямо на арене в цирке, сразу после окончания представления. Сыщики также находятся в цирке под видом пожарных (хотя циркачи легко их узнают в лицо). Но и на этот раз попытка Беладонны схватить поросёнка проваливается и приводит к тому, что Фунтик, летая на воздушном шарике под куполом цирка, публично признаётся зрителям, что Беладонна заставляла его их обманывать и забирала себе все их деньги, и призывает их прекратить посещение её магазина.
Циркачам удаётся снова сбежать от Беладонны, в бессильной ярости запустившей в сыщиков туфлями (туфли при этом рикошетят от касок сыщиков и попадают поочерёдно в Дурилло и Фокстрота). В конце Фунтик с грустью говорит дядюшке Мокусу, что ему жаль покидать этот город, но тот утешает его, говоря, что они сюда ещё вернутся.

## Награды
- 1989 — Главный приз на Международном кинофестивале детских телевизионных программ в Пекине (КНР).

## Список серий
1. Неуловимый Фунтик (1986)
2. Фунтик и сыщики (1986)
3. Фунтик и старушка с усами (1987)
4. Фунтик в цирке (1988)

В 2010 году сообщалось о съёмках новых 52 серий, но достоверно известно о существовании только трёх из них:
- Фунтик почти попался
- Фунтик и Пират
- Пират и Жако: Доброе дело[1][2]

В отличие от предыдущих серий, новые были сняты в формате кукольного спектакля, а в озвучке принял участие почти весь оригинальный состав актёров. Согласно «Комсомольской правде», закрытый показ вышеупомянутых трёх серий состоялся в декабре 2010 года на «Союзмультфильме». В декабре 2024 года был найден и выложен в интернет фрагмент одного из этих мультфильмов, а в марте 2025 года в Сети появились рабочие материалы первых двух серий.

## Персонажи

### Положительные
- Фунтик — «золотоносный поросёнок» и протагонист тетралогии. Сбежал от госпожи Беладонны, так как она заставляла его обманывать прохожих, выпрашивая у них деньги «на домики для бездомных поросят». Случайно повстречал в лесу дядюшку Мокуса и Бамбино и стал путешествовать с ними, чтобы радовать детей на весёлых цирковых представлениях. Любимая фраза: «Честно-честно?!».
- Дядюшка Фокус Мокус — пожилой странствующий клоун и фокусник, романтичный и сердобольный, при этом осторожный и умный. Любит и умеет показывать фокусы (чем занимается уже сорок лет), однако не терпит обманщиков.
- Бамбино — ручная обезьянка дядюшки Мокуса, а также его водитель и ассистент. Любит сочинять двустишия. Лучший друг Фунтика.
- Шоколад — бегемот, живущий на болоте, куда его выгнала полиция из города по требованию Беладонны. Ранее продавал воздушные шарики. Встретив дядюшку Мокуса и его спутников, решает к ним присоединиться, чтобы выступать силачом на цирковой арене. Любит сладкое.

### Отрицательные
- Госпожа Беладонна — главная антагонистка тетралогии. Пожилая дама, сколотившая миллионное состояние от магазина «Слеза ребёнка», бывшая хозяйка Фунтика. После бегства поросёнка в начале мультфильма занимается исключительно его поисками и поимкой, что ей в какой-то мере удаётся, но ненадолго. Хитра, коварна, груба, но особенно среди скверного характера отличается жадностью, нечестностью и цинизмом. Перед Беладонной заискивает и Фокстрот, так как она богатая и влиятельная персона.
- Сыщики: Пинчер-старший — «лучший сыщик с дипломом», толстый и коренастый, Добер-младший — «лучший сыщик без диплома», худой и долговязый. Оба глупые, но верны своему делу, отчитываются перед Фокстротом.
- Фокстрот — начальник полиции. Держит пост на воздушном шаре. Постоянно заискивает и отчитывается перед Беладонной.
- Дурилло — хозяин гостиницы «Три дороги» и старый знакомый Беладонны. Скупой, но глуповатый. Выслуживается перед Беладонной, возможно, рассчитывая на награду.

В оригинальной пьесе был персонаж Триолина — девочка-служанка, которая прислуживала Дурилло и позже сбегала вместе с циркачами. Хотя в мульт-адаптацию Триолина не попала (однако фоновая мелодия, которая проигрывается в первой серии перед тем, как Мокус и Бамбино слышат плач Фунтика, изначально была запланирована как тема Триолины), она присутствует в новеллизации Шульжика. В свою очередь, начальник полиции Фокстрот в пьесе появляется только в самом конце и в той части, которая в сюжете мульт-адаптации не присутствует.

## Роли озвучивали
- Зоя Пыльнова — Фунтик / Бамбино (3, 4 серии)
- Армен Джигарханян — дядюшка Мокус
- Ирина Муравьёва — Бамбино (1, 2 серии)
- Георгий Бурков — Шоколад (2 серия)
- Ольга Аросева — госпожа Беладонна (вокал — Раиса Мухаметшина)
- Спартак Мишулин — сыщик Пинчер / Шоколад (4 серия)
- Юрий Волынцев — сыщик Добер / Шоколад (3 серия)
- Анатолий Баранцев — Фокстрот
- Борис Рунге — Дурилло

## Съёмочная группа
- Автор сценария — Валерий Шульжик при участии Юрия Сидорова
- Режиссёр — Анатолий Солин
- Художник-постановщик — Инна Пшеничная
- Композитор — Владимир Львовский
- Оператор — Эрнст Гаман
- Звукооператор — Сергей Кель
- Художники-мультипликаторы: Светлана Сичкарь, Андрей Колков, Александр Елизаров, Владимир Спорыхин, Игорь Самохин, Ирина Гундырева, Михаил Зайцев, Борис Тузанович (2), Семён Петецкий (4)
- Художники: Игорь Медник, Александр Сичкарь, Галина Черникова, Нина Иванчева, Александр Брежнев, Евгений Вевурко, Игорь Еремеев, Елена Караваева (1, 2), Елена Сударикова (1, 2), Сергей Олесов (3), Елена Никитина (4)
- Монтажёр — Людмила Рубан (1, 3), Галина Дробинина (2), Светлана Симухина (4)
- Редактор — Любовь Стефанова
- Директор картины — Лидия Варенцова

## История создания
В 1969 году Анатолий Солин и Инна Пшеничная написали сценарий «Новые приключения трёх поросят», основанный на некоторых английских сказках, который планировалось поставить на студии «Союзмультфильм», где они тогда работали. Были придуманы персонажи и три эскиза, но постановка данного проекта так и не состоялась.
В 1976 году Солин вернулся к данному проекту, написав вместе с Юрием Фридманом двухактную пьесу «Четвёртый поросёнок», которая и стала основой будущего мультфильма. Некоторые из эскизов от «Новых приключений трёх поросят» стали прототипами будущих образов поросёнка Фунтика и клоуна Мокуса (хотя окончательный облик последнего был создан уже прямо под голос озвучившего его Армена Джигарханяна). Внешние образы Шоколада и Дурило аналогично были придуманы до начала производства первой серии, хотя они в ней не появляются. Внешний образ Белладонны был придуман на основе забракованного персонажа из мультфильма «Чудесный остров» из серии мультфильмов «Приключения Мюнхаузена».
К первому мультфильму («Неуловимый Фунтик») эскизы и раскадровка создавались без какой-либо определённой последовательности и чередовались друг с другом. Эскизы были нарисованы с помощью акварели и гуаши.

## Пьеса
Серия была снята на основе двухактной пьесы «Четвёртый поросёнок». Почти все реплики в мультфильмах взяты из пьесы, но местами различаются их контекст и обстоятельства, при которых они сказаны. Первые три серии охватывают первый акт пьесы и лишь последняя относится ко второму акту, но около половины второго акта (в том числе и финал пьесы) осталось за кадром. В пьесе многие персонажи тоже поют песни, но только песня Беладонны из третьей серии была взята непосредственно из пьесы (но был сокращён текст), в то время как остальные песни в мультфильме были написаны специально для последнего.

## Книги
В 1999—2005 годах Валерий Шульжик в издательстве «Дрофа» выпустил шесть детских книг о приключениях Фунтика — «Неуловимый Фунтик» (1999), «Фунтик и старушка с усами» (1999), «Фунтик почти попался» (2001), «Фунтик и пират» (2005), «Фунтик в цирке» (2005) и «Фунтик и трое с большой дороги» (2005). Иллюстраторами книг выступили Инна Пшеничная (которая была художником-постановщиком мультфильмов) и Анатолий Солин (который был режиссёром).
Первая, вторая и четвёртая книги основаны на сюжете всех четырёх мультфильмов, остальные представляют собой новые сюжеты. В остальном же данная гексалогия представляет собой расширенный и новеллизированный вариант оригинальной пьесы «Четвёртый поросёнок» вплоть до того, что финал последней шестой книги основан именно на финале пьесы.

## Факты
- Апельсиновое дерево («The Marvelous Orange Tree») — классический номер иллюзионного жанра, прославленный Робер-Уденом[8].